# Milan Zloković
Milan Zloković (en serbe cyrillique : Милан Злоковић ; né le 6 avril 1898 à Trieste et mort le 29 mai 1965 à Belgrade) est un architecte serbe.

## Œuvres
- la maison de Josif Šojat (située 33 rue Kralja Milutina), 1926-1927 ; ce bâtiment de style Renaissance italienne illustre clairement le style de Zloković, juste avant son passage de l'historicisme au modernisme[1] ; il est aujourd'hui classée (identifiant no SK 2229)[2],[3].
- la maison de Milan Zloković (situé 76 rue Internacionalnih brigada dans le quartier de Kotež-Neimar à Belgrade), 1927 ; cette maison, construite pour sa famille, annonce le goût de Milan Zloković pour le modernisme ; elle est inscrite sur la liste des biens culturels de la ville de Belgrade[4]
- la maison de Nevena Zaborski à Belgrade, 1928-1930, classée (identifiant no SK 2134)[5],[6]
- la Banque nationale de Sarajevo, 1929, inscrit sur la liste des monuments nationaux de Bosnie-Herzégovine[7]
- la villa de Bruno Moser à Belgrade, 1929-1931, classement préliminaire[8]
- la villa Prendić à Belgrade, 1932-1933, classée[9]
- la villa Šterić à Belgrade, 1933, classée (identifiant no SK 2218)[10],[11]
- l'hôpital universitaire pour les enfants à Belgrade (10 rue Tiršova et 13 rue Pasterova), 1936-1940 ; ce bâtiment de style moderne est lui aussi inscrit sur la liste des biens culturels de la ville de Belgrade[12]

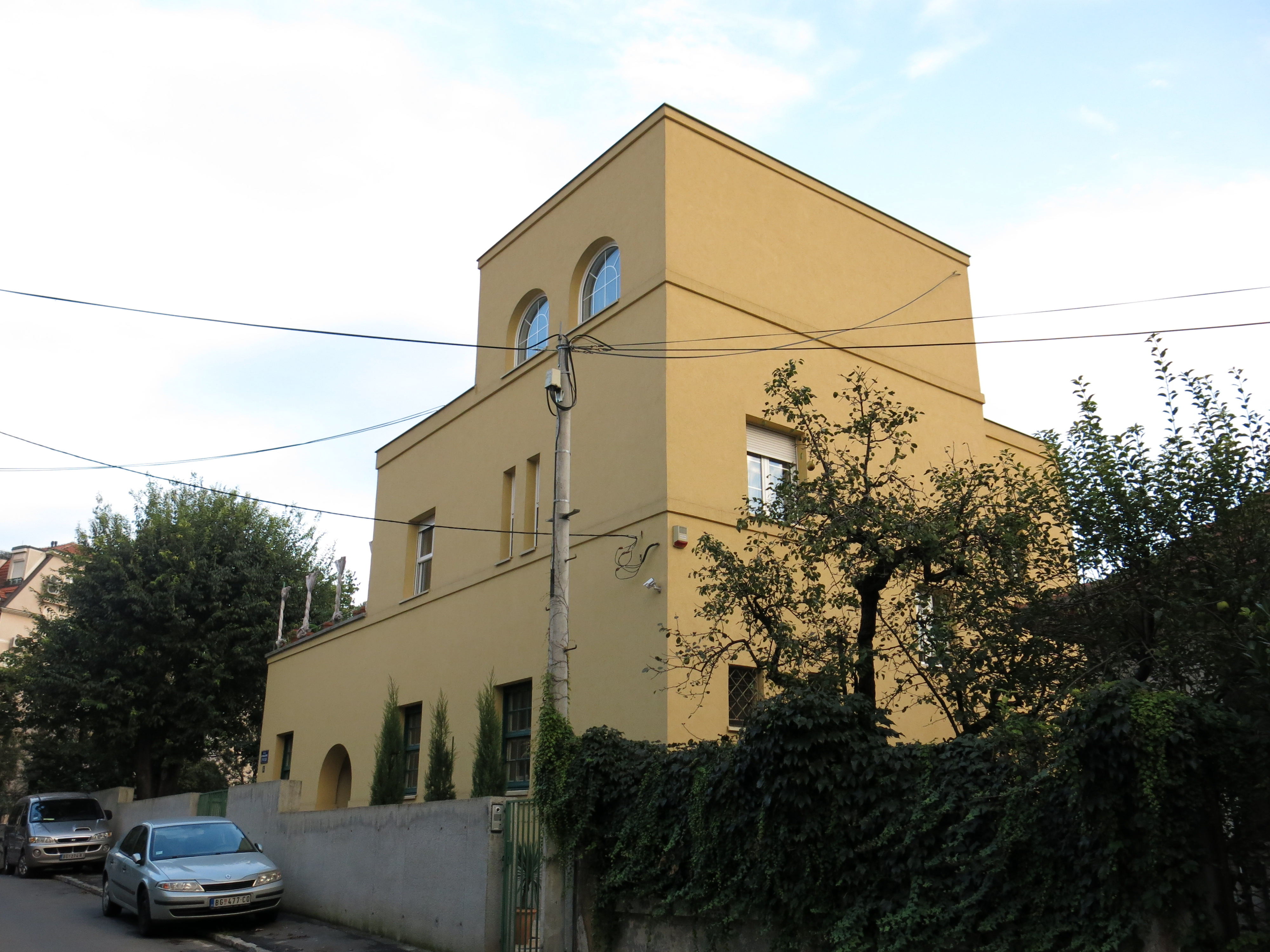
La maison de Milan Zloković à Belgrade, 1927.
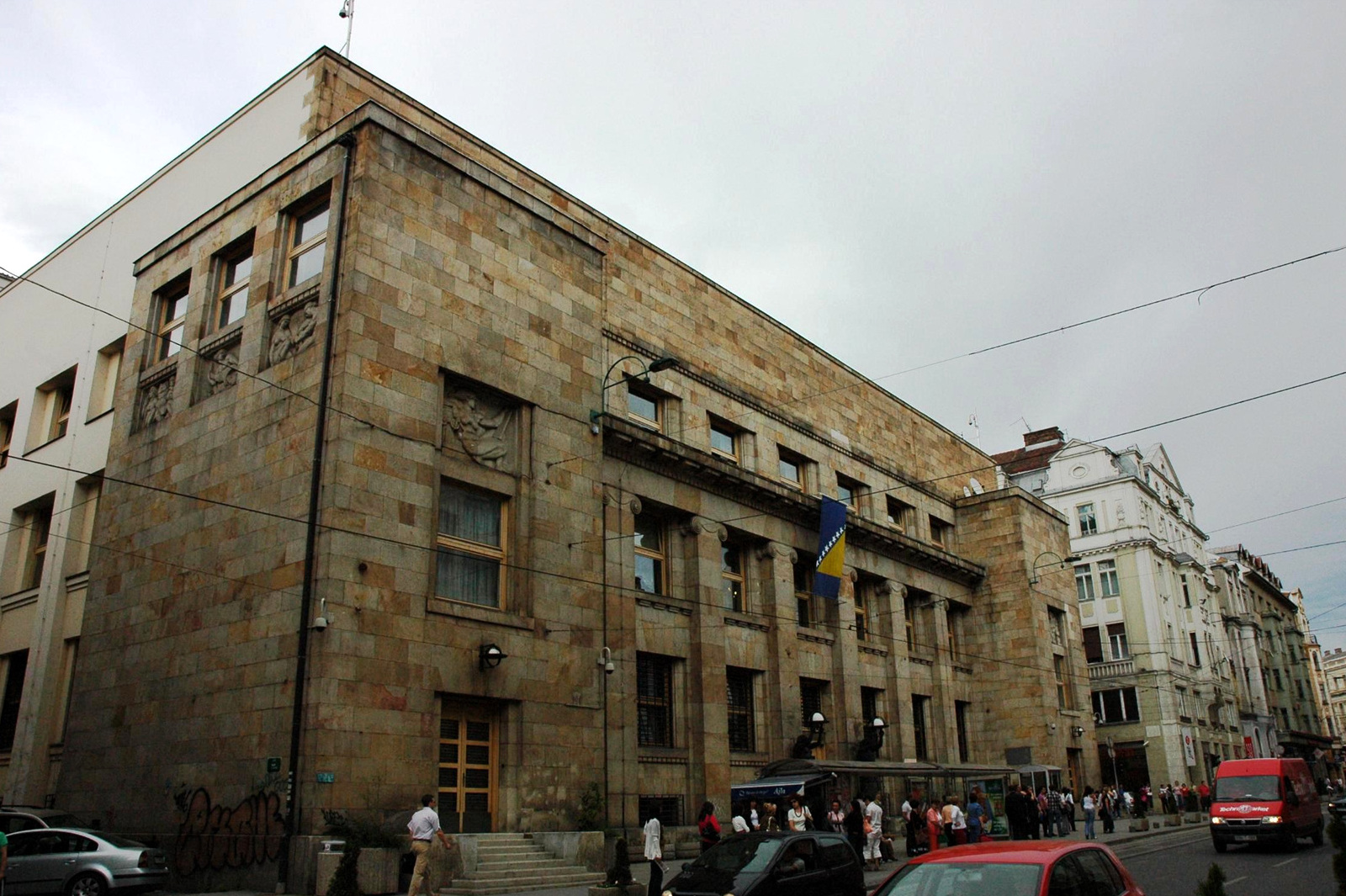
La banque nationale de Sarajevo, 1929.
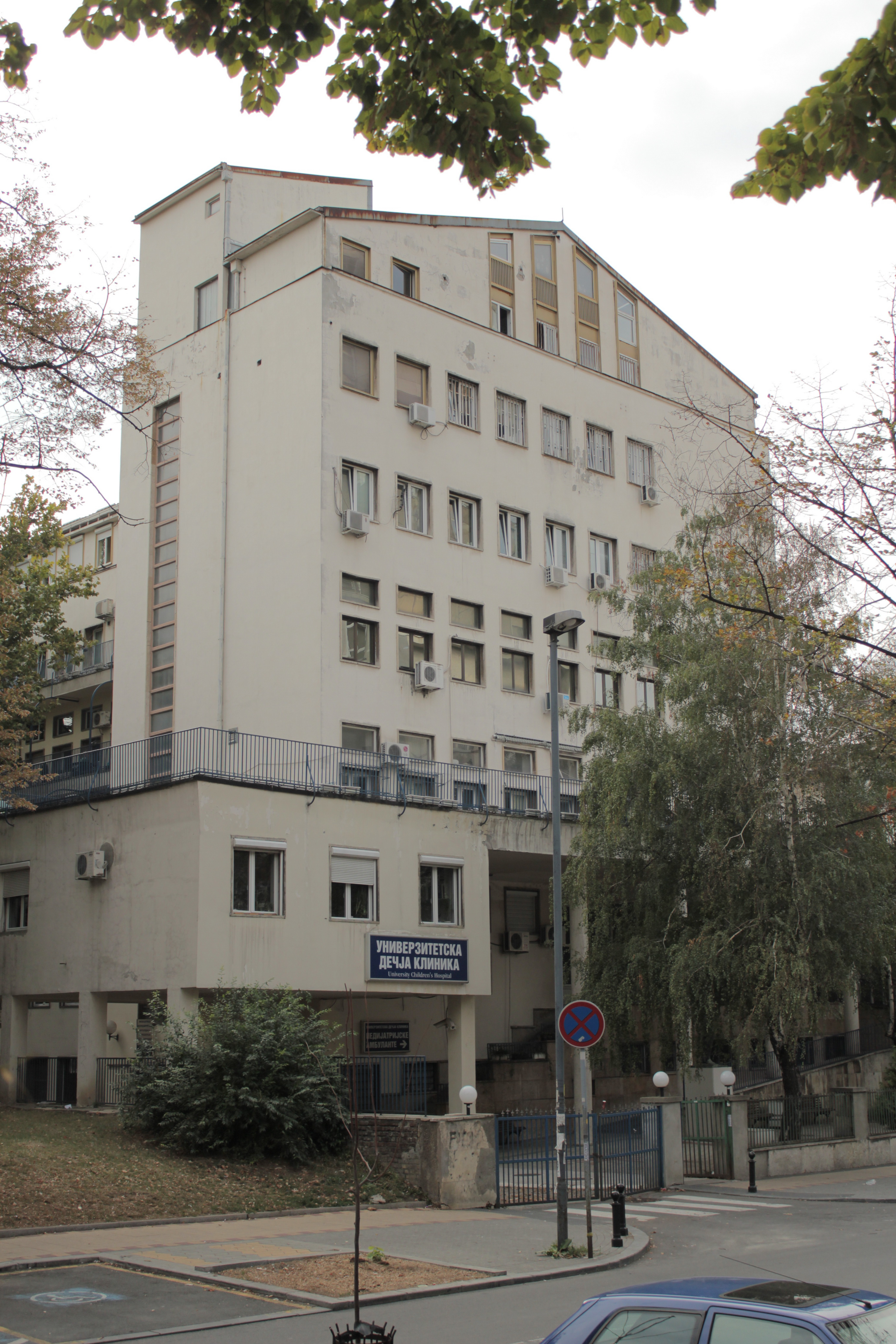
L'hôpital universitaire pour les enfants à Belgrade, 1936-1940.